# Tant pis (chanson)
Pour les articles homonymes, voir Tant pis.
Singles de Roch Voisine
Julia
(2002) Je l'ai vu
(2004)
Tant pis est une chanson du chanteur canadien Roch Voisine, parue sur son album studio Je te serai fidèle (en). Elle est sortie le 16 février 2004 comme premier single de l'album.

## Accueil commercial
Tant pis est la chanson qui marque le retour du chanteur dans le top 10 en France depuis son single La Légende Oochigeas en 1992. Sorti sous la forme d'un CD maxi, il débute à la douzième place le 15 février 2004, s'est hissé dans le top 10 la semaine suivante, atteignant la huitième place lors de la quatrième semaine, puis sort du Top Singles & Titres après dix-neuf semaines. Il réintègre toutefois le classement après la sortie du simple CD en juillet 2004 et entre à nouveau dans le top 100, restant finalement 38 semaines dans le classement. C'est le single le plus longtemps classé dans le Top Singles & Titres. Le 8 décembre 2004, il est certifié disque d'argent pour plus de 125 000 exemplaires vendus.

## Liste des pistes
| 1. | Tant pis            | 3:52 |
| 2. | My Lady Mio Segreto | 4:18 |

| 1. | Tant pis | 3:49 |
| 2. | Hélène   | 3:46 |
| 3. | Darlin'  | 3:42 |

## Classements
| Classement (2004)                       | Meilleure position |
| --------------------------------------- | ------------------ |
| Belgique (Wallonie Ultratop 50 Singles) | 33                 |
| Europe (Eurochart Hot 100)              | 31                 |
| France (SNEP)                           | 8                  |
| Suisse (Schweizer Hitparade)            | 75                 |

| Classement (2004) | Position |
| ----------------- | -------- |
| France (SNEP)     | 25       |

### Certifications
| Pays                           | Certification | Ventes   |
| ------------------------------ | ------------- | -------- |
| France (SNEP)                  | Argent        | 125 000* |
| *Ventes selon la certification |               |          |